# Райский зимородок
Ра́йский зиморо́док, или галатея (лат. Tanysiptera galatea), — вид птиц семейства зимородковых, выделяют 15 подвидов. Распространены на Новой Гвинее и соседних Молуккских островах

## Описание
Райский зимородок достигает длины 33-43 см, включая длинный хвост. У взрослых самцов номинативного подвида синяя макушка, тёмно-синяя верхняя часть тела и крыльев, белое надхвостье; внешние рулевые перья голубовато-белые, центральные рулевые перья на 20 см длиннее остальных, голубые с белыми лопатообразными кончиками; нижняя часть тела белая; клюв красный; радужка тёмно-коричневая; ноги от коричневато-серого до желтовато-коричневого цвета. 

## Распространение и места обитания
Райский зимородок распространён на Новой Гвинее и соседних Молуккских островах (среди них, Хальмахера и Серам). Естественными местами обитания являются муссонные леса и первичные низменные тропические леса, а также галерейные леса вдоль водотоков в травянистых долинах, фрагменты лесов в саванне, вторичные леса и заброшенные тиковые плантации. Встречается на высоте от уровня моря до 300 м над уровнем моря, иногда до 820 м. Неотъемлемой частью биотопа является наличие древесных термитников.
Райский зимородок добывает пищу в тёмном густом лесном подлеске, опускается на землю в поисках добычи, которую переносит клювом на ветку и бьёт, прежде чем проглотить; также может вылавливать насекомых из листвы на высоте до 1 м от земли. В сезон дождей чаще добывает пищу на земле. В состав рациона входят кольчатые черви (Annelida), а также брюхоногие (Gastropoda), жуки (Coleoptera), прямокрылые (Orthoptera), чешуекрылые (Lepidoptera), губоногие (Chilopoda) и мелкие ящерицы.

## Подвиды
Выделяют 15 подвидов:
- Tanysiptera galatea acis Wallace, 1863
- Tanysiptera galatea boanensis Mees, 1964
- Tanysiptera galatea browningi Ripley, 1983 — остров Хальмахера
- Tanysiptera galatea brunhildae Jany, 1955
- Tanysiptera galatea doris Wallace, 1862 — остров Моротай
- Tanysiptera galatea emiliae Sharpe, 1871
- Tanysiptera galatea galatea Gray, 1859
- Tanysiptera galatea margarethae Heine, 1860
- Tanysiptera galatea meyeri Salvadori, 1889
- Tanysiptera galatea minor Salvadori & Albertis, 1875
- Tanysiptera galatea nais Gray, 1861
- Tanysiptera galatea obiensis Salvadori, 1877
- Tanysiptera galatea rosseliana Tristram, 1889
- Tanysiptera galatea sabrina Gray, 1861
- Tanysiptera galatea vulcani Rothschild & Hartert, 1915